# Quadro de medalhas de voleibol na Universíada de Verão de 1967
Voleibol na Universíada de Verão de 1967.

## Quadro de medalhas
| Ordem | País              | Medalha de ouro | Medalha de prata | Medalha de bronze |   |
| ----- | ----------------- | --------------- | ---------------- | ----------------- | - |
| 1     | JPN Japão         | 2               |                  |                   | 1 |
| 2     | KOR Coreia do Sul |                 | 1                |                   | 1 |
|       | PHI Filipinas     |                 | 1                |                   | 1 |
| 3     | FRA França        |                 |                  | 1                 | 1 |
|       | HKG Hong Kong     |                 |                  | 1                 | 1 |